# Dutch Podcast Awards 2019
De tweede uitreiking van de Dutch Podcast Awards vond plaats op 6 juni 2019 in mediacafé Dauphine. Voor de editie van 2019 werden door het publiek 5.778 podcasts genomineerd. Hier kwam een shortlist uitvoort bestaande uit tien categorieën. Bepalend voor een plek op de shortlist zijn het aantal nominaties, het bereik en de kwaliteit van de podcast.
Een vakjury is samen met het publiek bepalend voor de uitslag. De juryvoorzitter van 2019 was Michiel Veenstra. De overige juryleden waren allen vertegenwoordigers van media, omroepen en uitgevers.

## Aantal stemmen
In 2019 werden 19.000 stemmen uitgebracht voor de stemming. Dat waren er ruim 10.000 meer tijdens de eerste editie, die in 2018 plaatsvond.. De publieksstem telde in 2019 voor 70 procent mee in de eindscore, de overige 30 procent kwam van de vakjury.

## Winnaars en genomineerden
De winnaars staan bovenaan in vet lettertype.

### Beste Podcast van Nederland
- De Brand in het Landhuis

### Nieuws & Politiek
- Newsroom (Mark Beekhuis, BNR)
- Kpod (Annette van Soest en Remco Breuker, Haags College)
- Haagse Zaken (Lamyae Aharouay, NRC)
- Betrouwbare bronnen (Jaap Jansen, Dag en Nacht Media)
- Dit wordt het nieuws (Nu.nl)

### Tech & Innovatie
- Tweakers (Redactie Tweakers)
- Satoshi Radio (Bart Mol en Wijnand Luitjes)
- Cryptocast (Herbert Blankesteijn, Boris van de Ven, Madelon Vos, BNR)
- Bright (Erwin van de Zande, Tonie van Ringelestijn, Harm Teunis, RTL)
- De Technoloog (Ben van der Burg, Herbert Blankesteijn, BNR)

### Media & Opinie
- De Krokante Leesmap (Marcel van Roosmalen, Noortje Veldhuizen, Roelof de Vries, NPO/BNNVARA)
- Trust Nobody (Elger van der Wel, Nelleke Poorthuis, Mark Versteden)
- Echte Jan (Jan Roos)
- Jensen Podcast (Robert Jensen)
- TPO (Roderick Veelo, Bert Brussen, ThePostOnline)

### Kunst, Cultuur & Muziek
- 30 Minuten Rauw (Ruud de Wild, NPO en KRO-NCRV)
- De Grote Vriendelijke Podcast (Jaap Friso, Bas Maliepaard, De Grote Vriendelijke Stichting)
- Zes Losse Tanden (David Achter de Molen, Peter van der Ploeg, Gert-Jan van Aalst)
- Themetalk (Thomas van Groningen, Maurice de Zeeuw)
- In het Rijks (Het Rijksmuseum, o.a. Janine Abbring)

### Verhalend
- De Brand in het Landhuis (Simon Heijmans, NPO/NTR)
- The Deca Tapes (Lex Noteboom)
- Laura H. (Nele Eeckhout, Mirke Kist, SCHIK)
- Waarom (Eva Moeraert, NPO/VPRO)
- De Kofferbakmoord (Renate Winkel, Bas van Sluis, Dagblad van het Noorden)

### Lifestyle, Maatschappij & Gezondheid
- Man Man Man, de podcast (Domien Verschuuren, Bas Louissen, Chris Bergström, Dag en Nacht Media)
- Dipsaus (Anousha Nzume,  Ebissé Wakjira-Rouw[4] en Mariam El Maslouhi, Dag en Nacht Media)
- Leven zonder Stress (Patrick Kicken)
- Adem in Adem uit (Aline Kiers, Rolien Magendans)
- Papa Podcast (Wijnand Speelman, Barend van Deelen)

### Sport
- Live Slow Ride Fast (Laurens ten Dam, Stefan Bolt, Dag en Nacht Media)
- Pantelic Podcast (Arco Gnocchi, Freek Jansen)
- Kein Geloel (Johan Brinkel, Rob van Elewout, Wesley van Oevelen, Freek Verhulst)
- Neutrale Kijkers (Peter Buurman, Yordi Yamali, Dag en Nacht Media)
- F1 aan Tafel (Olav Mol, e.a., Grand Prix Radio)

### Zakelijk
- De Oversteek (Koos Tervooren, Sprout)
- CMO Talk (Klaas Weima, Energize)
- Grenzeloos Ondernemen (Folkert Tempelman)
- The Brief (Mark Schoones, Matthijs Tielman, Thomas Rosenkamp, Wayne Parker Kent)
- Ondernemerstaboe (Bas van Werven, BNR)

### Wetenschap
- Onbehaarde Apen (Lucas Brouwers, Hendrik Spiering, Gemma Venhuizen, NRC)
- Sound of Science (Lieven Scheire, TU Eindhoven)
- Makkelijk Praten (Adriaan ter Braack, Sander Denneman)
- Universiteit van Nederland (Universiteit van Nederland)
- Questcast (Robin Rotman, Frank Beijen, BNR/Quest)

### Brand Story
- Van Gogh Belicht: de brieven (Van Gogh Museum)
- Wim Lex podcast (Dept)
- Bezeten van Eten (Albert Heijn)
- Vallen en opstaan (KPN)
- Money2020 (ING)

### Beste host
- Lamyea Aharouay
- Simon Heijmans
- Aline Kiers
- Jaap Jansen
- Elger van der Wel
- Anousha Nzume
- Domien Verschuuren
- Noortje Veldhuizen